# 狙击精英系列
狙击精英是一款由英国Rebellion Developments工作室开发，目前由505遊戲大街发行的第三人称战术射击类游戏系列。游戏强调非正面接触的战斗，并鼓励玩家作为狙击手潜入后方并与敌人保持距离。2005年发布的狙击精英是该系列的首部作品，随后开发商于2012年和2014年陆续发布《狙击精英V2》和《狙击精英III》。《狙击精英4》于2017年发售。

## 游戏玩法
狙击精英是一款第三人称射击游戏，其中涉及潜入和第一人称射击的游戏元素。许多单人关卡为玩家设计多个路径，从而避免与敌方直接交火。游戏背景为第二次世界大战，玩家可以使用二战时期的武器，其中狙击步枪是游戏的主要武器，其他武器包括冲锋枪和手枪等。除手榴弹外，玩家还可以部署他们的诡雷，地雷和炸药。双筒望远镜可以用来标记敌人，为玩家显示他们的位置和行动。当使用狙击步枪时，某些因素可以决定射击的效果，这需要考虑真实的弹道，包括风向、强度和子弹由于重力的下移。玩家可以蹲下或趴下或用深呼吸来稳定弹道，在一定情况下玩家可触发子弹时间的效果。从狙击精英V2开始加入了“X射线击杀特写（X-Ray Kill Cam）”，其特点是：当玩家能够集中敌人的特定部位时，比如头、胸、心脏、睪丸……射出去的子弹就会进行“子弹时间”的镜头特写，同时通过类似于解剖学“X射线”的模式来满放被击中的器官和骨骼爆裂的瞬间。因遊戲的特點，又被稱為“狙蛋之神”、“爆蛋之神”、“狙蛋菁英”、“爆蛋菁英”、“蛋花湯之神”。玩家也可以射击敌人自己的手雷引发爆炸。在狙击精英III中，隐身机制被重新设计，眼睛图标的斜视或打开表示玩家被敌人发现的程度。敌方士兵头顶也会有一个圆圈表示警戒。玩家必须定期移动位置，防止被敌人定位。

## 系列作品列表
| 年份 | 游戏名                  | 发行                              | 平台                                                                                     |
| ---- | ----------------------- | --------------------------------- | ---------------------------------------------------------------------------------------- |
| 2005 | 狙击精英                | MC2 France                        | Microsoft Windows、OS X、PlayStation 2、Xbox、Wii                                        |
| 2012 | 狙击精英V2              | Rebellion Developments、505 Games | Microsoft Windows、PlayStation 3、PlayStation 4、Xbox 360、Xbox One、Wii U、任天堂Switch |
| 2013 | 狙击精英：纳粹僵尸部队  | 不適用                            | Microsoft Windows                                                                        |
| 2013 | 狙击精英：纳粹僵尸部队2 | 不適用                            | Microsoft Windows                                                                        |
| 2014 | 狙击精英III             | Rebellion Developments、505 Games | Microsoft Windows、PlayStation 3、PlayStation 4、Xbox 360、Xbox One、任天堂Switch        |
| 2015 | 僵尸部队三部曲          | Rebellion Developments            | Microsoft Windows、PlayStation 4、Xbox One、任天堂Switch                                 |
| 2017 | 狙击精英4               | Rebellion Developments            | Microsoft Windows、PlayStation 4、Xbox One、任天堂Switch、Stadia                         |
| 2020 | 僵尸部队4：死亡战争     | Rebellion Developments            | Microsoft Windows、PlayStation 4、Xbox One、任天堂Switch、Stadia                         |
| 2021 | 狙击精英VR              | Rebellion Developments            | Microsoft Windows、PlayStation 4、Oculus Quest                                           |
| 2022 | 狙击精英5               | Rebellion Developments            | Microsoft Windows、PlayStation 4、PlayStation 5、Xbox One、Xbox Series X/S               |
| 2025 | 狙击精英：抵抗          | Rebellion Developments            | Microsoft Windows、PlayStation 4、PlayStation 5、Xbox One、Xbox Series X/S               |

## 评价
| 游戏        | Metacritic  |
| ----------- | ----------- |
| 狙击精英    | 76/100 (PC) |
| 狙击精英V2  | 66/100 (PC) |
| 狙击精英III | 72/100 (PC) |

到目前为止，该系列受到了比较正面的评价。